# Typ 2 Ho-I
Der Typ 2 Kanonen-Panzer Ho-I (jap. 二式砲戦車 ホイ, Nishiki hōsensha Ho-I) war ein japanischer Infanterieunterstützungspanzer, der 1942 (Kōki 2602, daher die Typbezeichnung) entwickelt wurde und von 1944 bis 1945 vom Kaiserlich Japanischen Heer eingesetzt wurde.

## Geschichte
Während des Zweiten Japanisch-Chinesischen Krieges und den Anfängen des Pazifikkrieges stellte das Heer fest, dass seine Infanterie- und Panzer-Verbände eine bessere Feuerunterstützung benötigten. Die ab 1937 eingeführten Typ-97-Chi-Ha- und Typ-97-Shinhōtō-Chi-Ha-Modelle hatten zwar eine kampfwertgesteigerte 47-mm-Kanone, die eine verbesserte Panzerabwehrleistung hatte, doch beim Verschießen hochexplosiver Munition gegen Infanterie geringe Effektivität zeigte. Um diesen Mangel abzustellen, wurde 1942 der Kanonen-Panzer Ho-I Typ 2 entwickelt. Der Prototyp des Typs 2 bestand aus dem Fahrgestell eines Chi-Has und erhielt als Hauptbewaffnung eine kurzläufige Typ 99 75-mm-Kanone mit Kaliberlänge L/23. Als es jedoch 1944 zur Produktion kam, wurde auf das Fahrgestell des Typ 1 Chi-He ausgewichen.
Insgesamt wurden nur 30 Exemplare des Typ 2 produziert.

## Einsätze

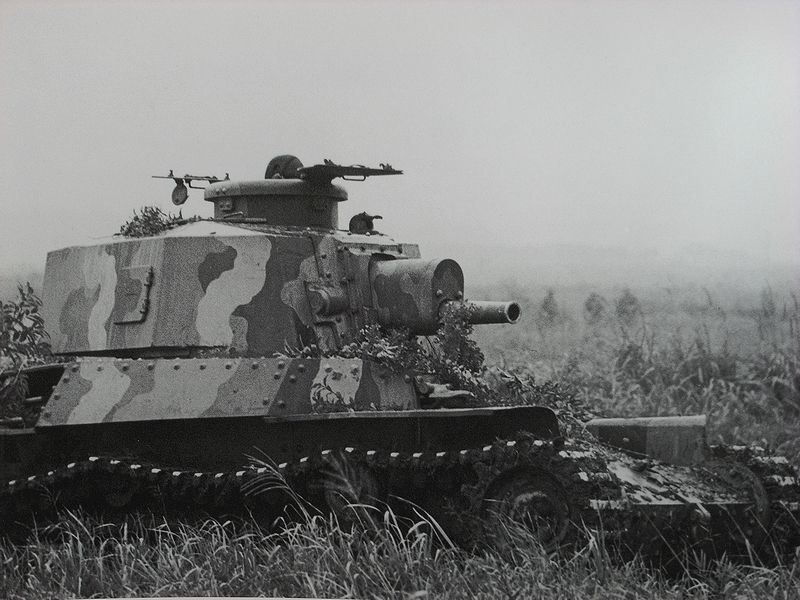
Prototyp des Typ 2 Kanonenpanzers Ho-I, noch basierend auf dem mittleren Panzer Typ 97 Chi-Ha

Vorgesehen war der Einsatz in den ab 1943 neu geschaffenen, fünften Kompanien der Panzerregimenter. Dort sollten Kanonenpanzer in drei Zügen zu je drei Fahrzeugen sowie einem Fahrzeug im Kommandozug genutzt werden. Von einem Einsatz des Typ 2 Kanonenpanzers Ho-I außerhalb Japans ist nicht bekannt. Daher blieben vermutlich alle  produzierten Typ 2 in Japan bei der dort stationierten 4. Panzerdivision und wurden bis Kriegsende bei keinem Kampfeinsatz verwendet.

## Technik
Die ab 1944 produzierten Typ 2 Ho-I nutzten das Fahrgestell des Typ 1 Chi-He, auf das ein neu entwickelter Turm gesetzt wurde, der die kurzläufige Typ 99 7.5-cm-Kanone trug. Diese war eine Modifikation des Typ 95 7,5 cm Feldgeschützes der Artillerie und verschoss 6,6 kg schwere hochexplosive Granaten mit einer Mündungsgeschwindigkeit von 445 m/s. Zudem waren ab 1941 für das Kaliber 7,5 cm Hohlladungsgranaten entwickelt worden, die ebenfalls von dieser Kanone verschossen werden konnten. Als Sekundärbewaffnung hatte der Panzer ein schweres Bordmaschinengewehr Typ 97 im Kaliber 7,7 mm. Die Besatzung des Typ 2 bestand aus fünf Mann, einem Fahrer, einem Funker/Bordmechaniker, einem Kommandanten, einem Richtschützen und einem Ladeschützen. Der von Mitsubishi federführend entwickelte V-12-Dieselmotor erreichte eine Leistung von 184 kW (250 PS) bei 2.000 Umdrehungen. Die Stärke der Panzerung betrug an der Frontseite maximal 50 mm und an den Seiten 25 mm.